# Стенка (Сумская область)
Стенка (укр. Стінка) — село,
Верхнесыроватский сельский совет,
Сумский район,
Сумская область,
Украина.
Код КОАТУУ — 5924782905. Население по переписи 2001 года составляло 116 человек.

## Географическое положение
Село Стенка находится на левом берегу реки Сыроватка,
выше по течению на расстоянии в 3,5 км расположено село Глыбное (Краснопольский район),
ниже по течению на расстоянии в 2,5 км расположено село Верхняя Сыроватка,
на противоположном берегу — село Зализняк.
К селу с северо-востока примыкает Озеро Журавлиное.
Вокруг села несколько массивов садовых участков.
Рядом проходят автомобильная дорога Р-45 и
железная дорога, станция Золотницкий.

## Экономика
- Пруды Глыбинского рыбхоза.